# Kota Ueda
Kota Ueda (jap. 上田 康太 Ueda Kota; ur. 9 maja 1986) – japoński piłkarz występujący na pozycji pomocnika. Obecnie występuje w Júbilo Iwata.

## Kariera klubowa
Od 2005 roku występował w klubach Júbilo Iwata, Omiya Ardija i Fagiano Okayama.